# Gyöngyösi kistérség
A Gyöngyösi kistérség egy kistérség volt Heves megyében 2012 december 31.-ig, központja Gyöngyös volt. Az újjáalakult Gyöngyösi járás lépett a helyébe 2013. január 1.-én.

## Települései

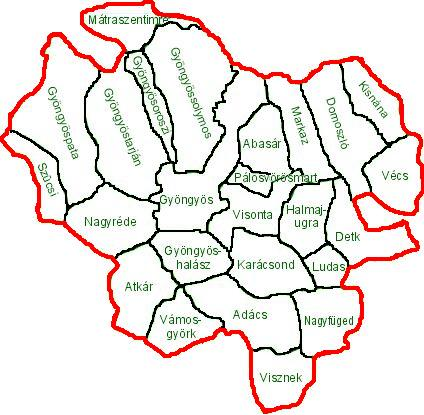
A Gyöngyösi kistérség térképe

| Abasár         | Adács          | Atkár          | Detk         | Domoszló        |
| Gyöngyös       | Gyöngyöshalász | Gyöngyösoroszi | Gyöngyöspata | Gyöngyössolymos |
| Gyöngyöstarján | Halmajugra     | Karácsond      | Kisnána      | Ludas           |
| Markaz         | Mátraszentimre | Nagyfüged      | Nagyréde     | Pálosvörösmart  |
| Szűcsi         | Vámosgyörk     | Vécs           | Visonta      | Visznek         |